# USS Dugong (SS-353)
USS Dugong (SS-353) miał być okrętem podwodnym typu Balao, jedynym okrętem United States Navy, którego nazwa pochodzi od diugonia. Jego budowa została przerwana 23 października 1944.